# Coltivazione del salice da vimini
La coltivazione del salice da vimini (o viminicoltura) è la tecnica di coltivazione dei salici usati per la produzione dei vimini.
Il Salix viminalis, il più noto dei salici da vimini, è solo una delle varie specie di salice coltivate per produrre il vimini; tra esse si segnalano anche Salix daphnoides, Salix alba e Salix purpurea.
I terreni più adatti alla coltivazione del salice sono quelli fertili di pianura, con terriccio profondo e ben drenato e una falda acquifera alta; ma si può ottenere una piantagione produttiva nella maggior parte dei luoghi pianeggianti, dove si può notare che la pianta cresce anche spontaneamente. Tra i metodi di propagazione, i più efficaci sono le talee ottenute da rami di 1-2 centimetri di diametro e lunghi 30-40 centimetri, che vengono inseriti nel terreno per due terzi della loro lunghezza, a distanza di circa 30 centimetri l'uno dall'altro: questo metodo è denominato "a ceppaglia" poiché dai ceppi che rimangono interrati si sviluppano da 4 a 8 getti il primo anno, che poi diventano sempre più numerosi col passare degli anni.

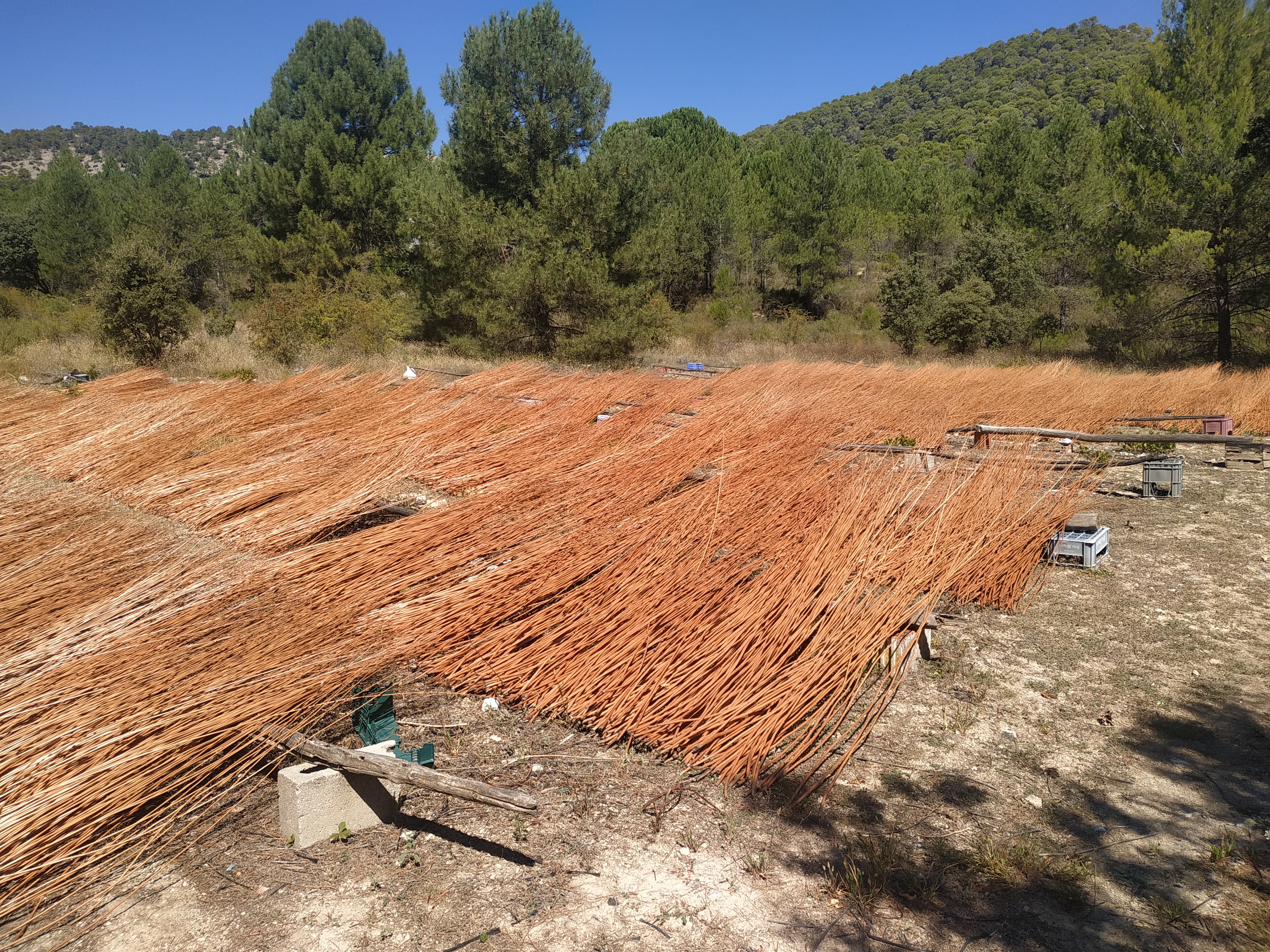
Essiccazione del vimini raccolto

La raccolta avviene da novembre a febbraio, nel periodo di dormienza vegetativa. I getti vanno recisi in prossimità del terreno, lasciando intatti i ceppi, da cui a primavera si svilupperanno i nuovi getti. Il primo raccolto va effettuato a mano per proteggere i ceppi ancora non abbastanza radicati nel terreno.
Alla fine del XIX secolo il Ministero dell'agricoltura italiano si fece promotore dell'estensione sul territorio della coltivazione dei salici da vimini; a tal fine vennero anche editi dei veri e propri manuali per i coltivatori.